# Las sergas de Esplandián
Las Sergas de Esplandián (As Aventuras de Esplandián) é o quinto livro de uma série espanhola escrita por Garci Rodríguez de Montalvo, que começa com Amadis de Gaula. A primeira edição conhecida foi publicada em Sevilha em julho de 1510.

## Ilha da Califórnia
Las Sergas menciona uma ilha ficcional denominada Ilha da Califórnia, habitada apenas por mulheres, e governada pela rainha Calafia.